# Stade Mokhtar-Abdellatif
 (avril 2025).
Motif : Très peu de sources, notoriété du stade trop faible pour que ce soit admissible
- Archive Wikiwix
- Bing
- Cairn
- DuckDuckGo
- E. Universalis
- Gallica
- Google
- G. Books
- G. News
- G. Scholar
- Persée
- Qwant
- (zh) Baidu
- (ru) Yandex
- (wd) trouver des œuvres sur Wikidata

| 1. | Préciser le motif de la pose du bandeau. | Précisez le motif de la pose du bandeau en utilisant la syntaxe suivante : {{admissibilité à vérifier\|date=avril 2025\|motif=remplacez ce texte par le motif}}                               |
| 2. | Informer les utilisateurs concernés.     | Pensez à avertir le créateur de l'article, par exemple, en insérant le code ci-dessous sur sa page de discussion : {{subst:avertissement admissibilité à vérifier\|Stade Mokhtar-Abdellatif}} |

Le Stade Mokhtar-Abdellatif (en arabe : ملعب مختار عبد اللطيف) est un stade de football situé dans la ville algérienne de Bou Saâda dans la wilaya de M'Sila. Il sert de stade de compétitions  et d’entraînements de l'équipe locale: Amal Bou Saâda.